# Abhira

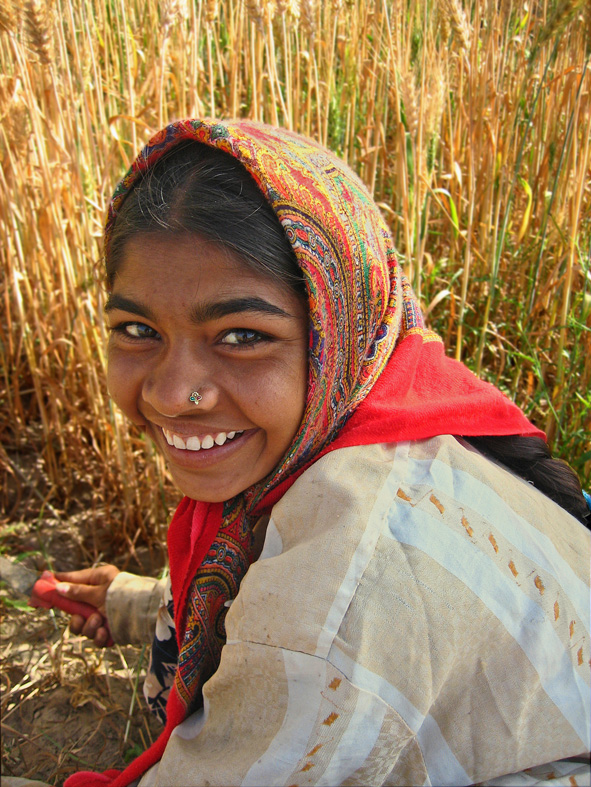
Mulher da etnia abhira próxima de uma plantação de trigo

Os abhiras, aheers ou ahirs são um grupo étnico da Índia. Alguns membros dos quais se identificam como sendo da comunidade indígena Yadav porque consideram os dois termos como sinônimos. Os abhiras são descritos como uma casta, um clã, uma comunidade, uma raça e uma tribo.
Os Yaduvanshi Ahir também se identificam como Yadubansis, Yadubans, Yadavanshi, Yadavamshi) e afirmam descender da antiga tribo Yadava de Krishna.  O Yaduvanshi traçam sua origem para Yadu.
A ocupação tradicional dos abhiras é o pastoralismo e a agricultura. Eles estão distribuídos por toda a Índia, mas estão particularmente concentrados nas áreas do norte. Eles são conhecidos por vários outros nomes, incluindo os Gauli, Ghosi, Gop, Rao Saab no norte. Alguns na região Bundelkhand de Uttar Pradesh são conhecidos como Dauwa ou Dau Saab,  Em Gujarat, eles também são conhecidos como Ahad e Aayar.

## Etimologia
Gaṅga Ram Garg considera o Ahir como uma tribo descendente da antiga comunidade abhira, cuja localização exata na Índia é tema de várias teorias baseadas principalmente em interpretações de textos antigos como o Mahabharata e os escritos de Ptolomeu. Ele acredita que a palavra Ahir seja a forma Prakrit da palavra sânscrita; Abhira significa destemido, embora mais tarde a palavra possa ter se unificado num termo geral para Gopa ou pastores, e ele observa que o termo presente nas línguas Bengali e Marathi é Abhir.
Garg distingue uma comunidade brâmane que usa o nome de Abhira e é encontrada nos estados atuais de Maharashtra e Gujarat. Esse uso, diz ele, é porque essa divisão de brâmanes era formada por sacerdotes da tribo abhira.
Abhiras de Gujarat vieram da Dinastia Sumra e afirmam ser descendentes da raça Yadava do Senhor Krishna.

## História

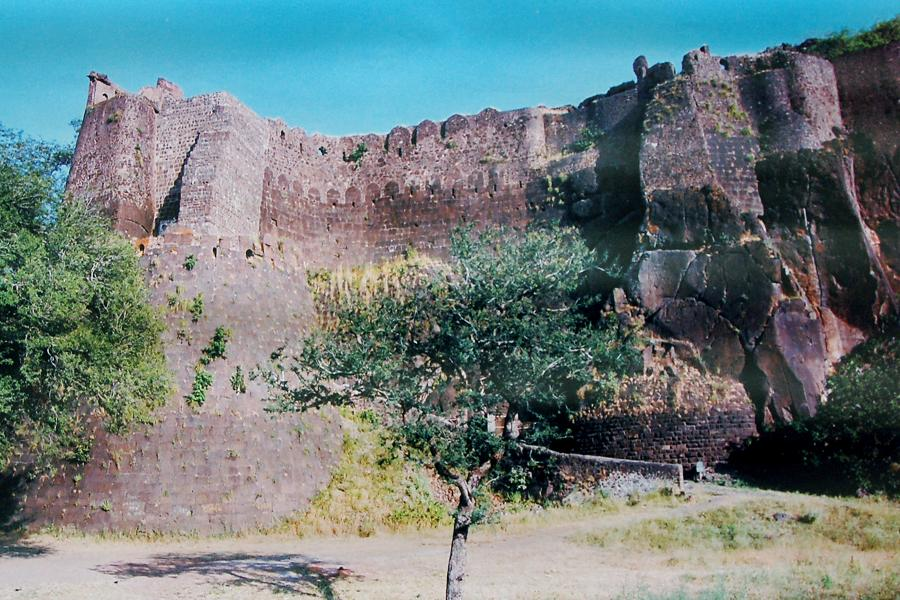
Asirgarh Fort, construído pelo rei Asa Ahir em Madhya Pradesh

### Origem
Teorias sobre as origens da antiga abhira - os supostos ancestrais das abhiras - são variadas pelas mesmas razões que as teorias sobre sua localização; isto é, há uma confiança na interpretação da análise linguística e factual de textos antigos que são conhecidos como não confiáveis e ambíguos. S. D. S. Yadava descreve como esta situação afeta as teorias de origem para a comunidade moderna de Ahir, pois:

Sua origem está envolta em mistério e está imersa em controvérsias, com muitas teorias, a maioria das quais liga os ahirs a um povo conhecido dos antigos como os abhiras.
Alguns, como James Tod, dizem que abhira era uma tribo cita que migrou para a Índia e apontou para os Puranas como evidência. Outros, como Sunil Kumar Bhattacharya, descartam essa teoria como anacrônica e dizem que os abhiras são registrados como estando na Índia ao longo do século I, o Périplo do Mar Eritreu, Bhattacharya considera a abhira do passado uma raça e não uma tribo. MSA Rao e historiadores como PM Chandorkar e T. Padmaja dizem que existem evidências epigráficas e históricas para equiparar os abhiras à antiga tribo Yadava.
Em Padma-Puranas e certas obras literárias, abhiras são mencionadas como pertencentes à raça do Senhor Krishna.  Segundo KP Jayaswal as abhiras de Gujarat são a mesma raça dos Rastrikas do Imperador Asoka e Yadavas de Mahabharatha.
Se eles eram uma raça ou uma tribo, nômade em tendência ou deslocada ou ainda parte de uma onda conquistadora, com origens na Indo-Cítia ou Ásia Central, ariana ou dravídica   - não há consenso acadêmico, e muitas das diferenças de opinião se relacionam com aspectos fundamentais da historiografia, tais como controvérsias sobre a datação da escrita do Mahabharata e aceitação ou não da teoria da invasão ariana. Da mesma forma, não há certeza quanto ao estado ocupacional da abhira, com textos antigos às vezes se referindo a eles como pastorais e vaqueiros, mas em outros tempos como tribos predadoras e governantes.

### Reinos
Os reinos Ahir incluíram:
- Rei Balaramvanshi de Rewari[19]
- Veersen Ahir de Nasik[20]
- Dinastia Ahir em áreas pré-século 12 no atual Nepal[21]
- Dinastia Chudasama de Junagadh:[22] Os reis Chudasama de Junagadh Navaghana e Khengar descrito como Ahir Rana, abhira Ranaka em Hemchandra  Dvyashraya e Merutunga Prabandha-Chintamani, como seus antepassados foram colocados no trono por abhiras.[23] A dinastia foi formada pela aliança entre a casa governante e alguns abhiras[24][25] Mais tarde, tornou-se uma dinastia Rajput[26][27][28][29]
- Reino Ahir de Jalesar e Karauli[30]

### Envolvimentos militares
Os governantes britânicos da Índia classificaram os abhiras do Punjab como "raça marcial" nos anos 1920. Eles haviam sido recrutados para o exército em 1898. Naquele ano, os britânicos criaram quatro companhias Ahir, duas das quais na 95ª Infantaria de Russell, O envolvimento de uma companhia de abhiras do 13º Regimento Kumaon em uma última posição na Rezang La em 1962 durante a Guerra Sino-Indiana foi celebrada pelo Exército Indiano e pelo governo, e em memória de sua bravura, um memorial do ponto de guerra foi nomeado como Ahir Dham.
Durante a Guerra Índia-Paquistão de 1965, o 4º Regimento Kumaon, que é uma companhia Ahir, desempenhou um papel fundamental. O Exército indiano renomeou o Ponto 8667 para Yadav Hill em memória dos soldados que foram mortos na captura das forças paquistanesas.

### Hinduísmo Karantikari
Os abhiras têm sido um dos grupos hindus Karantikari, inclusive na era moderna. Por exemplo, em 1930, cerca de 200 Ahir marcharam em direção ao santuário de Trilochan e realizaram rituais puja em resposta às procissões tanzeem islâmicas. Foi a partir da década de 1920 que alguns abhiras começaram a adotar o nome de Yadav e vários mahasabhas foram fundados por ideólogos como Rajit Singh. Várias histórias de castas e periódicos para traçar uma origem Kshatriya foram escritos na época, notavelmente por Mannanlal Abhimanyu. Estes eram parte do incentivo entre várias castas para alcançar status sócio-econômico e cultural sob o Raj; eles invocaram apoio para um espírito hindu zeloso e marcial.

## Subdivisões
Tradicionalmente, os abhiras são divididos em subdivisões, como Yaduvanshi, Nandvanshi e Gwal (Gwalvanshi). Eles têm mais de 20 sub-castas.

## Distribuição

### Norte da Índia
Eles são maioria na região em torno de Behror, Alwar, Rewari, Narnaul, Mahendragarh, Gurgaon e Jhajjar que é, portanto, conhecido como Ahirwal ou a morada de abhiras.
Delhi tem 40 aldeias. Até a década de 1990, abhiras costumava estar no grupo majoritário da maior parte do norte da Índia e do Nepal de Madhesh, desde então muçulmanos os superaram devido às altas taxas de natalidade. A vizinha Gurgaon tem 106 aldeias e Noida tem cerca de 12 aldeias.

### Rajasthan e Gujarat

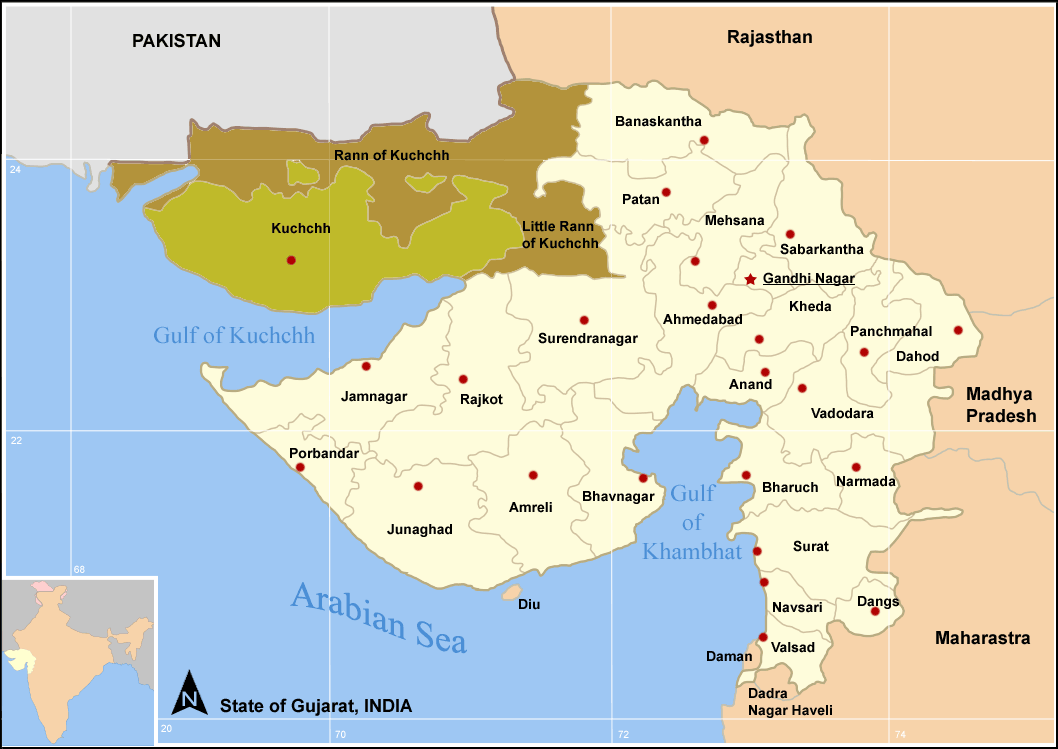
Distrito de Kachchh (Kutch), Estado de Gujarat.

Há seis clãs principais de abhiras em Kutch: Sorathiya, Machhoya, Parathariya, Boricha, Pancholi e Vagadiya.
abhiras em Gujarat são vegetarianos, falam e escrevem gujarati. Existem quatro grupos de abhiras em Saurashtra:
- Machchhoiya Ahires que se estabeleceram ao longo do rio Machchhu(atualmente distribuído principalmente no distrito de Rajkot e em algumas áreas do distrito de Junagadh )
- Sorathiya abhiras da Área de Sorath
- Pancholi abhiras da área de Panchal, ou seja Jhalaad
- Kutchi abhiras, que vieram de Kutch.
- Boricha ahir que se estabeleceram perto de rajkot e kutch

Em todas as áreas de Gujarat, os Sorathiya Ahir têm maior população do que outros elencos. Agora eles vivem em todas as partes de saurashtra e kutch. Depois disto, machchhoya ahir fica em segundo lugar na população. As outras castas são pequenas em outras partes.

## Cultura

### Dieta
O antropólogo Kumar Suresh Singh observou que os Ahir do Rajastão não são vegetarianos, apesar de cozinharem seus alimentos vegetarianos e não vegetarianos em fogões separados. Embora comam carne de carneiro, frango e peixe, eles não comem carne vermelha ou de porco. Seu principal alimento é o trigo, eles comem milho durante o inverno e arroz em ocasiões festivas. Eles bebem álcool, fumam Beedis e cigarros, e mastigam folhas de bétele.  Em Maharashtra, no entanto, Singh afirma que os Ahir são em grande parte vegetarianos, também comendo trigo como um acompanhamento, junto com pulsos e tubérculos, e evitam o licor. Noor Mohammad observou que em Uttar Pradesh a maioria dos abhiras eram vegetarianos, com algumas exceções que se engajavam na pesca e na criação de aves de rapina. Já em Gujarat, Rash Bihari Lal afirma que os abhiras eram em grande parte vegetarianos, comiam trigo Bajra e Jowar com arroz ocasional, e que poucos bebiam álcool, alguns fumavam Beedis e alguns da geração mais velha fumavam narguilé.

### Folclore
O épico oral de Veer Lorik, um mítico herói Ahir, havia sido cantado por cantores folk no norte da Índia por gerações. Mulla Daud, um muçulmano sufi, recontou a história romântica por escritos no século XIV. Outras tradições folclóricas de Ahir incluem aquelas relacionadas a Kajri e Biraha.